# In ihren Augen
In ihren Augen (spanischer Originaltitel: El secreto de sus ojos) ist ein argentinischer Spielfilm aus dem Jahr 2009 mit Ricardo Darín in der Hauptrolle. Er basiert auf dem gleichnamigen Roman von Eduardo Sacheri, der auch am Drehbuch mitschrieb. Der Regisseur Juan José Campanella vermischt das Genre Krimi mit einer melodramatischen Liebesgeschichte vor dem Hintergrund der in Argentinien aufziehenden Militärdiktatur (1976–1983). Bereits nach wenigen Monaten war In ihren Augen in Argentinien die meistgesehene einheimische Produktion seit 35 Jahren.
Der Film, der auch von der deutschsprachigen Kritik gelobt wurde, erhielt den Oscar als bester fremdsprachiger Film und in Spanien einen Goya. 2015 erschien die US-amerikanische Neuverfilmung Vor ihren Augen mit Julia Roberts, Chiwetel Ejiofor und Nicole Kidman.

## Handlung
Der pensionierte Gerichtsbeamte Benjamín Espósito beschließt im Jahr 2000, einen Roman zu schreiben. In dessen Zentrum soll ein Fall aus seinem Berufsleben stehen, der ihn nicht loslässt: die Vergewaltigung und Ermordung der jungen Liliana Colotto im Juni 1974. Aus diesem Grunde trifft sich Espósito mit der Richterin Irene Hastings nach 25 Jahren zum ersten Mal wieder. Irene war einst seine Vorgesetzte und große Liebe. Mit ihr zusammen untersuchte er damals den Mordfall.
Nach der Ermordung Liliana Colottos wurden seinerzeit zwei Bauarbeiter übereilt der Tat bezichtigt und mittels körperlicher Gewalt von der Polizei zu einem Geständnis gezwungen. Espósito, der von der Unschuld der beiden Männer überzeugt war, griff in seiner Wut den dafür verantwortlichen Justizbeamten Romano an. Um den wahren Mörder aufzuspüren, besuchte er Ricardo Morales, den Ehemann der Ermordeten. In den Fotoalben des jungen Paares fiel ihm ein Mann auf, der Liliana Colotto auf mehreren Aufnahmen in auffälliger Weise anschaute. Der Witwer identifizierte ihn als Isidoro Gómez und Espósito machte sich auf die Suche nach ihm. Doch Gómez war nicht bei der Arbeit erschienen, und auch seine Wohnung hatte er in aller Eile verlassen. Zusammen mit seinem Freund und Kollegen Pablo Sandoval durchsuchte Espósito deshalb privat die Wohnung der Mutter des Verdächtigen. Sie fanden dort Briefe von Gómez, die seine Leidenschaft für den Racing Club offenbarten, einen Fußballverein aus Avellaneda. Nach monatelanger Suche konnten sie Gómez dort während eines Fußballspiels zwischen dem Racing Club und dem Lokalrivalen Huracán im Stadion verhaften. 
Im anschließenden Verhör provozierte Irene Hastings den Verdächtigen, indem sie seine Männlichkeit in Abrede stellte, bis dieser außer sich geriet und den Mord an der jungen Frau gestand. Das Gericht verurteilt Gómez zu lebenslanger Haft, doch schon nach kurzer Zeit war er wieder frei. Der argentinische Sicherheitsdienst hatte Gómez nach Beginn der Militärdiktatur als Spitzel angeworben. Romano, der inzwischen für den argentinischen Sicherheitsdienst arbeitet, war für diesen Schachzug verantwortlich; er wollte offenbar eine offene Rechnung mit Espósito begleichen. Hastings und Espósito protestierten bei Romano vergeblich gegen dessen Vorgehen. Beim Verlassen des Gebäudes begegneten sie Gómez im Fahrstuhl, wobei dieser demonstrativ seine Dienstpistole fertig lädt. Ein offenbar von Gómez beauftragtes Hinrichtungskommando wollte Espósito in seiner Wohnung erschießen, ermordete jedoch statt seiner den zufällig anwesenden Sandoval. Espósito verabschiedete sich daraufhin von Irene Hastings und floh in die Provinz, wo er einige Jahre arbeitete.
25 Jahre später hat Espósito einen Großteil seines Romans fertiggestellt und sucht abermals den Witwer Morales auf, der inzwischen sehr zurückgezogen auf dem Land lebt. Er erzählt Espósito, dass er nicht wieder geheiratet habe, und gesteht schließlich, dass er Gómez aufgespürt, entführt und ermordet habe. Der pensionierte Untersuchungsbeamte verabschiedet sich und lässt im Auto seine Eindrücke noch einmal Revue passieren. Dabei erinnert er sich daran, dass Morales ihm seinerzeit während der Untersuchung des Falles gesagt hatte, der Mörder dürfe nicht einfach mit dem Tod bestraft werden, sondern müsse lebenslang eingesperrt werden. Deshalb schleicht sich Espósito zu Morales’ Anwesen zurück und kann dort beobachten, wie dieser ein Tablett mit Speiseabfällen zu einem Nebengebäude des Hauses trägt. Es stellt sich heraus, dass er Gómez dort seit 25 Jahren in völliger Isolation, ohne jeden menschlichen Kontakt gefangen hält. Zurück in Buenos Aires geht Espósito ins Gerichtsgebäude, um Irene seine Liebe zu gestehen. Diese scheint ihm sein Anliegen anzusehen und scheint demgegenüber nicht abgeneigt.

## Kritik
Bei der deutschsprachigen Kritik kam der Film gut an. Es hieß, er sei außergewöhnlich und faszinierend, „spannend und unterhaltsam“ oder „sowohl schauspielerisch, erzählerisch wie visuell ein Glücksfall“.
Das gemeinsame Element der ansonsten sehr verschiedenen Genres des Melodrams und des Krimis sei die Aufmerksamkeit, erläuterte Gerhard Midding in epd Film. „Sein langsamer, umsichtiger Erzählrhythmus ist dem Film unverzichtbar, denn im Kern handelt er von den Bedingungen der Wahrnehmung. Die revidierte Perspektive, aber auch das Fortwirken des ersten Blicks offenbaren die wahren Zusammenhänge.“ Die beiden Ermittler und die Richterin sähen im Zusammenspiel mehr als jeder für sich. Und Martin Schwickert vom Tagesspiegel meinte, Campanella gelinge es, „die beiden Erzählebenen so eng miteinander zu verschlingen, dass die kriminalistische Ermittlung und die Ermittlung der eigenen Gefühle oft kaum auseinanderzuhalten sind. Das ist spannend, herzzerreißend und durchzogen von tiefer Melancholie.“
In dramaturgischer Hinsicht nannten die Kritiker den Film „klassisches Erzählkino“, auf „altmodische Art“ spannend erzählt. „Eine eigene Handschrift ist dabei zwar nicht zu erkennen, aber eingängiges Kino von großem Unterhaltungswert, das zudem noch etwas zu erzählen hat, ist das auf jeden Fall“, fand Walter Gasperi in der Zeitschrift Ray. Campanella setze die Stilmittel des Thrillers souverän ein, sein Film zeichne sich durch eine temporeiche Handlung, ein sorgfältig aufgebautes Drehbuch und eine ökonomische Erzählweise aus. Midding hingegen nannte die Ökonomie der Motive eher gewissenhaft als raffiniert. In der Presse erklärte Christoph Huber, „das Zusammenspiel von sorgfältiger Konstruktion und getragenem Rhythmus sorgt für die Effektivität“. Andere fanden, die packende und bewegende Geschichte ziehe das Publikum immer tiefer hinein oder bewege, ohne in Gefühlskitsch zu münden. Den Umgang mit den unterschiedlichen Zeitebenen fand man souverän, glaubwürdig gestaltet oder deren Verschachtelung kunstvoll.
Erwähnt wurden auch die „exzellenten“ Dialoge und die „bestechenden“ Figurenzeichnungen. Im „exzellenten“ oder „hervorragenden Darstellerensemble“ wurde Ricardo Darín aufgrund seines Charismas hervorgehoben. Geri Krebs nannte in der Neuen Zürcher Zeitung den Kameramann Felix Monti einen wahren Meister im „stupenden Spiel von Licht und Schatten“, für Huber waren die Bilder „manchmal zu gelackt oder fast schon zu aufsehenerregend“.
Das Werk schildere das „Lebensgefühl, das eigentlich das Gefühl eines verhinderten Lebens ist“, wie es in Lateinamerika viele Menschen empfänden. Es mache „auf beklemmende Weise die Verlorenheit des Einzelnen in einer repressiven Gesellschaft spürbar.“ Auf „unverheilte Wunden“ weise es ebenso hin, wie es die elementaren Themen von Schuld, Strafe und Gerechtigkeit aufgreife. Zudem werfe der Film die Frage nach dem Recht auf Selbstjustiz auf. Der Ausgang des geschilderten Heilungsprozesses fiel für Midding „eine Spur zu affirmativ“ aus.

## Synchronisation
Die deutsche Synchronfassung entstand unter der Federführung von Scalamedia, München, nach dem Dialogbuch von Änne Troester. Dialogregie führte Cornelius Frommann.
| Darsteller          | Rolle                   | Deutscher Sprecher |
| ------------------- | ----------------------- | ------------------ |
| Ricardo Darín       | Benjamin Espósito       | Martin Umbach      |
| Soledad Villamil    | Irene Menendez Hastings | Elisabeth Günther  |
| Javier Godino       | Isidoro Gómez           | Jan Makino         |
| Guillermo Francella | Pablo Sandoval          | Tobias Lelle       |
| Pablo Rago          | Ricardo Morales         | Martin Halm        |

## Verleihtitel
Der Originaltitel El secreto de sus ojos wird in der deutschen Übersetzung auf „In ihren Augen“ verkürzt. Die wörtliche Übersetzung lautet „Das Geheimnis ihrer/seiner Augen“. Bedingt durch die Mehrdeutigkeit des Possessivpronomens kann der Ausdruck sowohl auf „seine“ (Einzahl männlich) wie auch auf „ihre“ (Einzahl weiblich oder Mehrzahl unbestimmten Geschlechts) Augen bezogen werden. Aus dramaturgischen Gründen ist die Übersetzung „Das Geheimnis ihrer Augen“ naheliegender.

## Auszeichnungen und Nominierungen
2010 wurde der Film mit dem Oscar in der Kategorie „Bester fremdsprachiger Film“ ausgezeichnet sowie dem Goya-Filmpreis in der Kategorie „Bester ausländischer Film in spanischer Sprache“. Bei der Verleihung Europäischer Filmpreis 2010 folgte eine Nominierung als bester europäischer Film.
2016 belegte In ihren Augen bei einer Umfrage der BBC zu den 100 bedeutendsten Filmen des 21. Jahrhunderts den 91. Platz.

## Kritikenspiegel
Positiv
- Cinema Nr. 11/2010, S. 58, von Ralf Blau: In ihren Augen
- film-dienst Nr. 22/2010, von Wolfgang Hamdorf: In ihren Augen
- Neue Zürcher Zeitung, 19. August 2010, S. 43, von Geri Krebs: Virtuoses Vexierspiel
- Ray, Nr. 12/2010, S. 58, von Walter Gasperi: In ihren Augen / El secreto de sus ojos
- Der Spiegel, 25. Oktober 2010, S. 143, ungezeichnete Kurzkritik: Kino in Kürze
- Der Tagesspiegel, 28. Oktober 2010, S. 27, von Martin Schwickert: Liebe & Tod
- Die Welt, 28. Oktober 2010, S. 24, von Barbara Schweizerhof: Das Lebensgefühl von Millionen: „In ihren Augen“

Eher positiv
- epd Film Nr. 11/2010, S. 37, von Gerhard Midding: In ihren Augen
- Die Presse, 27. Dezember 2010, von Chistoph Huber: Wie Blicke den Weg zum Mörder weisen

## Remake
2015 inszenierte Billy Ray das US-Remake Vor ihren Augen (Secret in Their Eyes). Die Hauptrollen übernahmen Julia Roberts, Chiwetel Ejiofor und Nicole Kidman.